# Гозлін-Гурни
Гозлін-Гурни (пол. Goźlin Górny) — село в Польщі, у гміні Вільга Гарволінського повіту Мазовецького воєводства. Населення — 174 особи (2011).
У 1975-1998 роках село належало до Седлецького воєводства.

## Демографія
Демографічна структура станом на 31 березня 2011 року:
|          | Загалом | Допрацездатний вік | Працездатний вік | Постпрацездатний вік |
| -------- | ------- | ------------------ | ---------------- | -------------------- |
| Чоловіки | 91      | 20                 | 59               | 12                   |
| Жінки    | 83      | 14                 | 46               | 23                   |
| Разом    | 174     | 34                 | 105              | 35                   |